# San Menaio
San Menaio (AFI: [sammeˈnajo]; Saint'Mnà in dialetto garganico, AFI: [sæɨnt‿mˈnaː]) è un borgo marino di 193 abitanti, unica frazione di Vico del Gargano, comune della provincia di Foggia, in Puglia. Detto anche San Menaio Garganico (secondo una definizione toponomastica in disuso), si trova circa 7 km a nord del centro abitato di Vico del Gargano, lungo la costa settentrionale del promontorio del Gargano, all'interno dell'omonimo parco nazionale.
È un piccolo borgo balneare, che si snoda tra Rodi Garganico (distante solo 5 km) e Peschici lungo il percorso della litoranea SS89, il cui territorio è caratterizzato da antiche pinete d'aleppo (come la Pineta Marzini) che ne infiltrano l'abitato fino a lambirne la lunga spiaggia di sabbia finissima.
Deve gran parte della sua fama a Nicola Serena di Lapigio che sin dai primi anni del Novecento ne decantò le bellezze nelle proprie opere, ad Andrea Pazienza che la elesse propria dimora adottiva.

## Geografia fisica

### Territorio
L'abitato di San Menaio è adagiato lungo il percorso settentrionale della Strada statale 89 Garganica, stretto tra l'Adriatico a nord e le pendici del promontorio a sud.

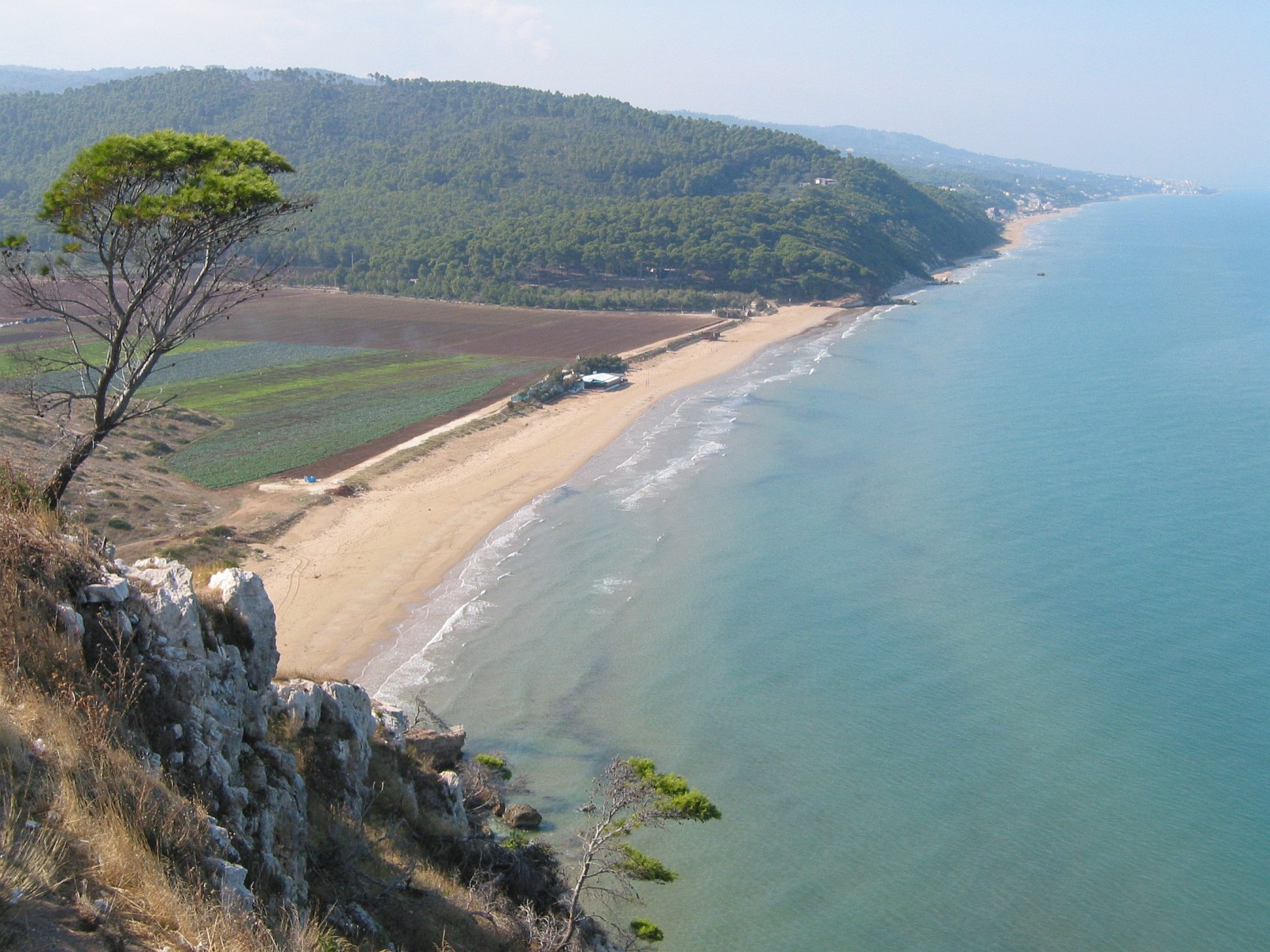
L'imponente foresta di pini d'aleppo tra la Piana di Calenella e San Menaio

 Occupa un'area lunga quasi 3 chilometri e larga al massimo 900 metri sviluppatasi prevalentemente lungo la costa a partire dal nucleo originario, costituito da antiche abitazioni di pescatori e contadini dell'Oasi agrumaria e sorto attorno alla torre medioevale.
Il terreno, prevalentemente collinare, offre un profilo più dolce in corrispondenza dell'abitato; spostandosi lungo la costa in direzione est l'orografia si fa maggiormente aspra e declive nei pressi della contrada Valazzo che segna il limite orientale del paese. Proseguendo verso levante la costa si eleva per qualche decina di metri per poi diventare bruscamente pianeggiante presso la piana alluvionale di Calenella.
Il fondale marino, in prossimità del litorale, è poco profondo, pianeggiante e sabbioso lungo tutta la costa, tranne che in quei punti in cui sono presenti piccole falesie (contrada Valazzo, spiagge delle Tufare e del Sospetto) o modeste scogliere (contrada Murge Nere).
La geologia dei luoghi è tipicamente carsica, con sedimenti fossili risalenti al Cretaceo e fenomeni alluvionali più recenti presso spiagge e pianure. L'idrografia di superficie, seppur minima come nel resto del Gargano, consta di due brevi corsi d'acqua a carattere stagionale che attraversano il paese.
Anche la flora non è uniforme: lungo la costa vicino al confine comunale con Rodi Garganico sono presenti quasi esclusivamente agrumeti (infiltrati da uliveti verso l'interno); più ad est, invece, le coltivazioni e gli alberi da frutto lasciano il posto ad un fitto ed esteso bosco di conifere (pini d'aleppo) secolari, la Pineta Marzini.

#### Spiagge

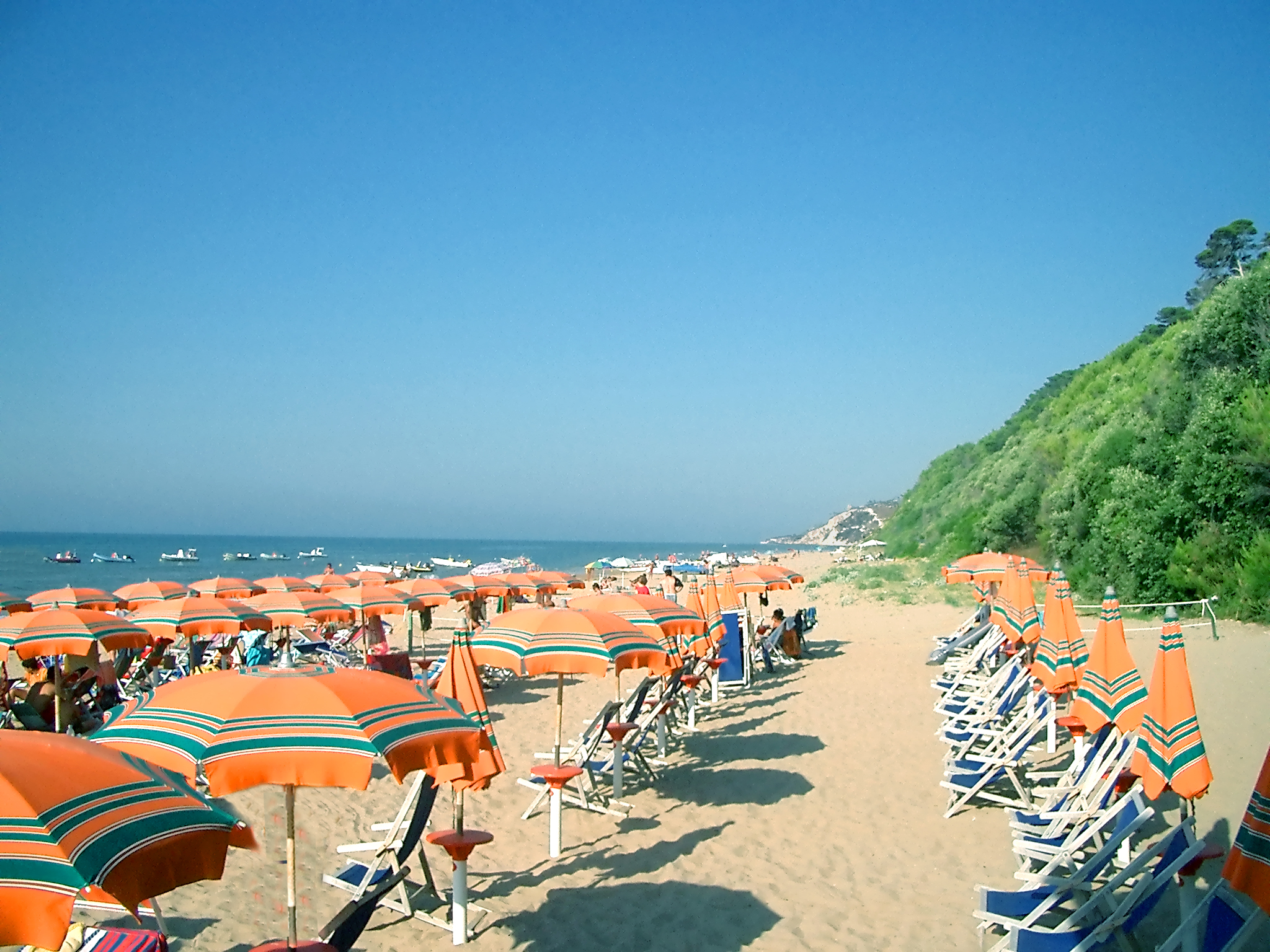
La spiaggia dei Cento Scalini

Sono quattro le spiagge che si susseguono lungo la costa di San Menaio. Tutte rivolte a nord-nord-ovest, sono caratterizzate da un fondo sabbioso che presenta una granulometria particolarmente fine ed un colore dorato chiaro.

##### Spiaggia di San Menaio

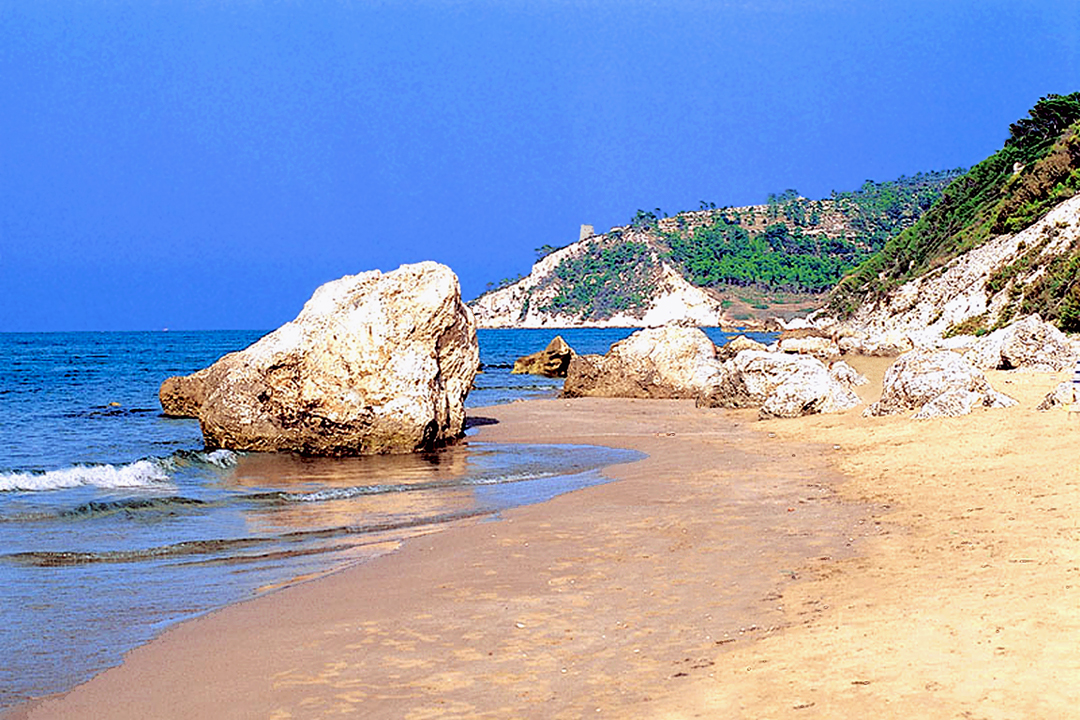
Le rocce che separano le due spiagge delle Tufare (Cento Scalini) e del Sospetto; sullo sfondo la punta di Montepucci.

Si tratta di un lungo arenile di sabbia finissima, che si estende da ovest ad est per più di due chilometri e mezzo, dalle Murge Nere, costeggiando dapprima l'omonima frazione e poi l'oasi agrumaria, alla punta molino (Rodi Garganico), foce dell'omonimo torrente. Larga in alcuni punti più di 60 m, è in gran parte attrezzata con svariati lidi e strutture ricettive. È costeggiata dal lungomare che collega San menaio a Rodi Garganico.

##### Spiaggia dei Cento Scalini

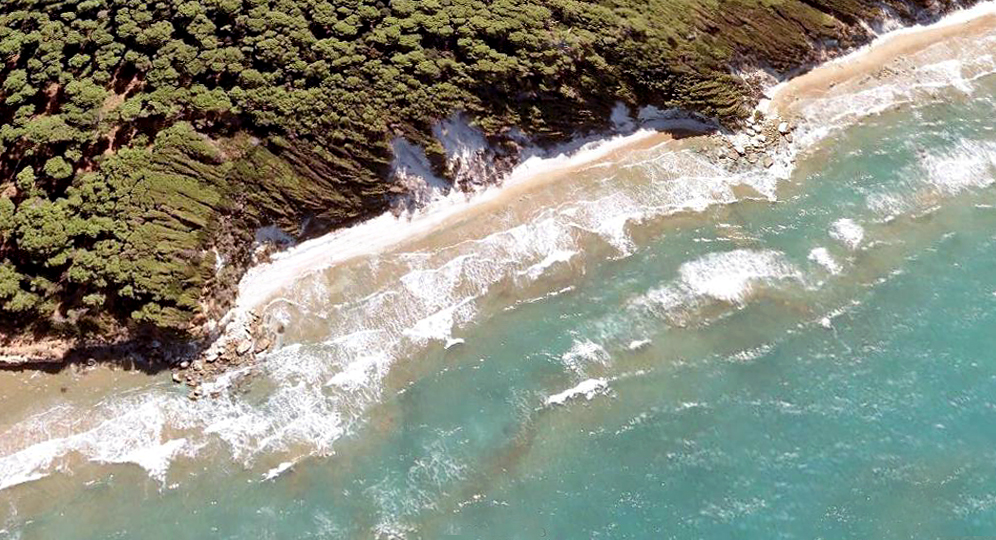
La spiaggia del Sospetto dall'alto.

Raggiungibile attraverso un sentiero costituito, appunto, da 100 scalini che parte dalla SS 89 Garganica, viene anche detta Spiaggia delle Tufare. Può essere raggiunta anche a piedi camminando lungo la spiaggia di San Menaio sempre in direzione ovest.

Si tratta di un arenile sabbioso dominato da un alto costone di roccia bianca che lo protegge dai venti meridionali e dalla lussureggiante vegetazione che la incornicia affacciandosi dal fronte di roccia fino a ricoprirne le dune sabbiose.
Dalla spiaggia è possibile intraprendere un interessante sentiero panoramico che attraversa la folta Pineta Marzini.
La spiaggia raggiunge una larghezza di 18 metri e una lunghezza di 970 metri.

##### Spiaggia della Murgia della Madonna
Il nome deriva dalla roccia (murgia) su cui, secondo la tradizione popolare, la Madonna sarebbe apparsa ai pescatori locali, ma viene detta anche del Sospetto. Isolata e tranquilla è lunga solo 250 metri e larga non più di 30. È la prima sabbia ghiaiosa (il fondo è costituito da ciottoli minuscoli e bianchissimi misti a sabbia grossolana) che si incontra provenendo da Nord. 

La spiaggia può essere raggiunta dal mare,  dalle spiagge contigue (le Tufare ad ovest e Calenella ad est) pur dovendo valicare o aggirare le punte rocciose che la delimitano o, infine, dai sentieri che scendono attraverso l'intricata pineta fino all'omonima Grotta del Sospetto, interessante anfratto carsico che domina la spiaggia. Anche per questo motivo non sono presenti stabilimenti balneari.

##### Spiaggia di Calenella
Prende il nome dall'omonima pianura, è un arenile sabbioso lungo circa 950 metri e largo mediamente 50 metri.
Delimitata sul versante occidentale dalla fitta vegetazione della Pineta Marzini, si estende ad est fino ai piedi della torre medioevale di Monte Pucci. Alle sue spalle la piana è coltivata a grano e ortaggi e le strutture ricettive presenti sono perfettamente mimetizzate nelle pinete. A poca distanza dalla spiaggia si trovano gli ipogei paleocristiani di Monte Pucci, utilizzati dalle comunità garganiche fino all'alto medioevo come luogo di culto e come necropoli e in tempi più recenti come ricovero per le mandrie al pascolo.

### Clima
Il clima, radicalmente influenzato dal mare che mitiga il freddo invernale e le calure estive, risulta temperato.
La temperatura media annua è di 16 °C. Il mese più freddo è gennaio (8 °C di media) e i più caldi sono luglio e agosto (27 °C).
Dal punto di vista legislativo San Menaio, in quanto frazione del comune di Vico del Gargano, ricade nella fascia climatica "D": i gradi giorno della città sono 1974, dunque limite massimo consentito per l'accensione dei riscaldamenti è di 12 ore giornaliere dal 1º novembre al 15 aprile.
- Classificazione climatica: zona D, 1974 GG

| San Menaio Dati dal 1973 ad oggi, opportunamente desunti dai dati della stazione meteorologica di Amendola | Mesi | Mesi | Mesi | Mesi | Mesi | Mesi | Mesi | Mesi | Mesi | Mesi | Mesi | Mesi | Stagioni | Stagioni | Stagioni | Stagioni | Anno |
| San Menaio Dati dal 1973 ad oggi, opportunamente desunti dai dati della stazione meteorologica di Amendola | Gen  | Feb  | Mar  | Apr  | Mag  | Giu  | Lug  | Ago  | Set  | Ott  | Nov  | Dic  | Inv      | Pri      | Est      | Aut      | Anno |
| --- | ---- | ---- | ---- | ---- | ---- | ---- | ---- | ---- | ---- | ---- | ---- | ---- | -------- | -------- | -------- | -------- | ---- |
| T. max. media (°C)                                                                                         | 12   | 13   | 15   | 19   | 24   | 28   | 32   | 31   | 28   | 22   | 17   | 13   | 12,7     | 19,3     | 30,3     | 22,3     | 21,2 |
| T. media (°C)                                                                                              | 8    | 8    | 10   | 13   | 18   | 22   | 25   | 24   | 22   | 17   | 12   | 9    | 8,3      | 13,7     | 23,7     | 17       | 15,7 |
| T. min. media (°C)                                                                                         | 3    | 3    | 5    | 7    | 11   | 15   | 18   | 18   | 15   | 11   | 7    | 4    | 3,3      | 7,7      | 17       | 11       | 9,8  |
| Precipitazioni (mm)                                                                                        | 42   | 41   | 43   | 36   | 37   | 36   | 26   | 27   | 46   | 53   | 53   | 57   | 140      | 116      | 89       | 152      | 497  |
| Umidità relativa media (%)                                                                                 | 80   | 77   | 74   | 71   | 69   | 65   | 61   | 64   | 68   | 74   | 79   | 81   | 79,3     | 71,3     | 63,3     | 73,7     | 71,9 |
| Eliofania assoluta (ore al giorno)                                                                         | 4    | 5    | 5    | 7    | 8    | 9    | 11   | 10   | 8    | 6    | 5    | 4    | 4,3      | 6,7      | 10       | 6,3      | 6,8  |

## Origini del nome
L'etimologia del toponimo "San Menaio" ha origini così remote che le due ipotesi al riguardo hanno maturato nei secoli un'aura di leggenda:
- secondo una teoria più antica deriva dal nome della Dea Mena, dea della fertilità e delle mestruazioni, citata per la prima volta da Sant'Agostino, nella sua "Città di Dio", in cui fa riferimento ad essa come "la dea che sovrintende i periodi delle donne"[16]; scopriamo, inoltre, che già in "Antiquitates rerum divinarum" di Varrone, come riferito proprio da Sant'Agostino, è presente il nome della dea Mena, dea del mestruo.  In un Gargano selvaggio, profondamente segnato dai culti della civiltà dei suoi antichi abitanti, i Dauni, i miti pagani si conservarono vivi molti secoli dopo la nascita di Cristo. Quando i primi monaci benedettini (notoriamente custodi di molti degli scritti di Sant'Agostino) arrivarono nel Gargano nell'alto Medioevo cercarono di convertirne i costumi e le credenze anche trasformandone la nomenclatura mitologica cosicché Mena divenne San Menaio.
- secondo un'altra ipotesi, accreditata da molti, tra cui lo storico e letterato locale Giuseppe D'Addetta, il nome San Menaio va ricondotto al periodo delle prime incursioni saracene sulle coste pugliesi ed alla leggenda che racconta dell'apparizione di San Mena, santo guerriero di origine araba, in seguito a cui gli abitanti della zona uscirono indenni dai successivi attacchi dei Saraceni. Va notato che San Menale (Αγιος Μηννᾶς), santo assai venerato dai monaci bizantini e San Menna, sono probabilmente due allotropi del nome del medesimo santo, patrono di Creta col nome di Αї-Μηνἄς, come afferma il Kazantzakis, ha dato il nome a San Menaio, a testimonianza dell'esistenza della località garganica già in epoca tardo-bizantina.[17]

## Storia

### Le origini
Le prime tracce di vita umana nel territorio di San Menaio risalgono all'Età del rame, che sul Gargano si configura come una continuazione del Paleolitico. Lo dimostrano i ritrovamenti dell'archeologo Raffaello Battaglia, risalenti al secolo scorso, nel sito di Macchia di Mare, o più precisamente di Coppa Cardone, ai confini dell'abitato in direzione Calenella.
La cultura tipo Macchia di Mare di quel periodo è testimoniata dalla presenza di ceramiche impresse o graffite a cotto e ceramiche giallastre, molte risalenti alla litotecnica della scheggiatura, che aveva ormai raggiunto livelli di elevata perfezione.
Durante il processo evolutivo delle tribù del promontorio, alcuni gruppi seminomadi si organizzarono in insediamenti stabili tra cui San Menaio (i siti archeologici della zona in cui sono stati registrati ritrovamenti sono diversi: Macchia di Mare, Coppa Cardone, Palianza, Punta Manaccore, Ariola e Punta Molinella). Il raggruppamento di capanne sotto forma di villaggi, primo esempio di vita associativa presente sul Gargano, testimonia la tipica organizzazione sociale a carattere agricolo e venatorio.
La presenza, a San Menaio come nell'intero Gargano nord-orientale, di enormi giacimenti di selce potrebbe essere stato il principale motivo d'attrazione per popolazioni provenienti dall'Egeo e dall'Oriente che colonizzarono le zone costiere del promontorio per sfruttarne le immense risorse litiche, utili alla produzione di utensili ed armi
Per questo motivo, tra il 3000 ed il 2000 a.C., sul Gargano si stabilirono i Dauni, popolo che diede vita ad una civiltà segnata da cultura, tradizioni e tecniche sviluppate.

### Dai Dauni a oggi
La storia dell'area di San Menaio, in epoca greca, come di tutto il promontorio, si mescola abbondantemente con la mitologia che caratterizza da secoli la tradizione popolare della Daunia.
Notizie più precise ed attendibili si hanno in età romana, quando tra il Portus Garnae (tra Rodi Garganico e il Lago di Varano) e Apenestae (Vieste) esisteva un vicus sviluppatosi nei pressi dei più antichi insediamenti del "Monte Tabor", di cui San Menaio rappresentava l'affaccio a mare. Altra testimonianza si ha negli ipogei di Montepucci, necropoli tardo-romana o paleocristiana. Nel periodo antico qui era diffuso il culto di Cassandra e della dea Mena (da cui, secondo una delle due teorie al riguardo, l'etimologia del nome di San Menaio). La tradizione vuole che ci sia voluta tanta volontà da parte dei primi insediamenti benedettini nella zona di San Menaio per spazzare via l'idolatria e far fiorire sui vecchi templi le chiese, vivificandole con i nomi dei santi e dei martiri cristiani.

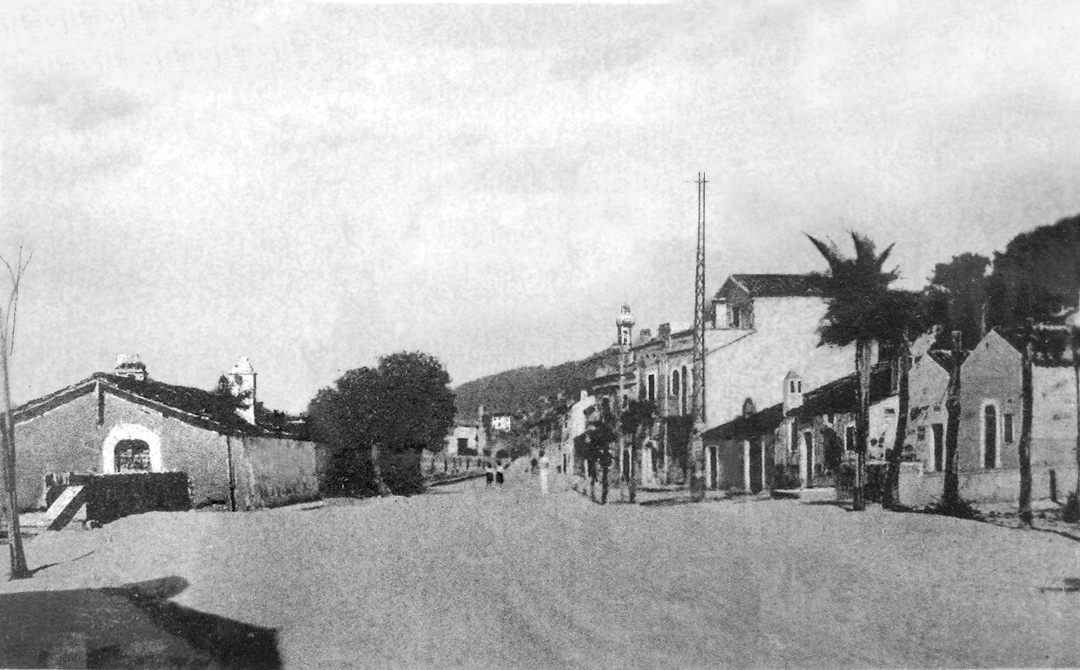
San Menaio nei primi anni del Novecento

A questo proposito il nome della località è, secondo la tradizione storiografica più diffusa e ricordata da Giuseppe D'Addetta, da far risalire alla vicenda che racconta dell'apparizione di San Mena, santo guerriero di origine araba, che salva gli abitanti dall'attacco dei Saraceni.
In epoca contemporanea il paese maturò la sua vocazione turistica già nel primo dopoguerra, quando i comuni del resto del Gargano incentravano la loro economia ancora esclusivamente sull'agricoltura e la pastorizia.
In seguito San Menaio vide la sua popolarità crescere repentinamente soprattutto negli anni sessanta e settanta, affermandosi a livello europeo come meta di villeggiatura elegante ed esclusiva e superando, purtroppo non senza eccezioni, innumerevoli tentativi di abusi edilizi che ne hanno minato la sobrietà del tessuto urbanistico costituito principalmente di villini con giardino perfettamente inseriti nell'orografia della costa. In quegli anni qui soggiorna e trova ispirazione l'artista Andrea Pazienza al quale nel 2008, a vent'anni dalla prematura scomparsa, è stato intitolato il Lungomare orientale.

## Monumenti e luoghi d'interesse

### Architetture religiose

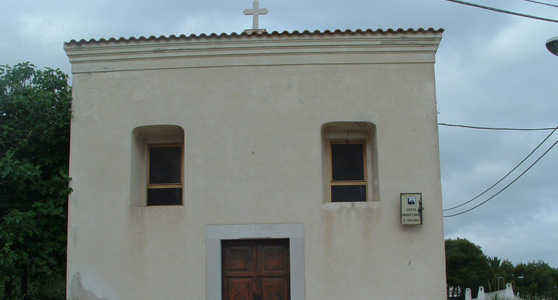
Chiesa di Sant'Antonio
Semplice ed austera, fu costruita nella contrada Martucci nei primi anni del Seicento. Presenta una facciata asciutta pianta rettangolare ed interni tardo-rinascimentali. Ospita un altare ligneo dell'epoca. Situata in posizione panoramica sopra la chiesa di San Francesco che garantisce tutta la vista della spiaggia circostante, fu trasformata da cappella gentilizia in parrocchia solamente nel secolo scorso.
Chiesa di San Francesco
costruita nel 1882 come locale per la lavorazione degli agrumi di Santovito, fu recuperata tra il 1979 e il 1980 dai frati Cappuccini che lo adibirono a chiesa. È situata proprio di fronte alla Torre dei Preposti e segna il raccordo tra la zona "storica" di San Menaio e la parte che si è sviluppata successivamente verso la zona delle Murge Nere (verso Rodi Garganico)

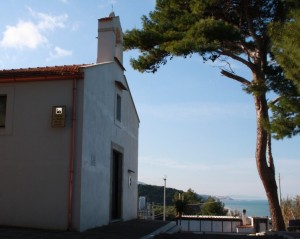
Chiesa di Santa Maria della Difesa
la costruzione, terminata nel 1904 e voluta dall'Arciprete don Michele Sciscio, ne fa la più recente tra le chiese di San Menaio. Prende il nome dalla Difesa o Difesa Marzini, antico nome della zona boschiva oggi detta Pineta Marzini, ai cui bordi sorge la chiesa. Affacciata sul mare, a circa 40 metri di altezza rispetto alla sottostante "spiaggia delle Tufare", la chiesa è caratterizzata da misure architettoniche straordinariamente ridotte: la pianta consiste in un rettangolo di 4 metri di larghezza per 7 di lunghezza. Lo spazio ridotto costringe i fedeli ad assistere alla messa rimanendo al di fuori dell'edificio, raccogliendosi sul belvedere antistante.

### Architetture militari

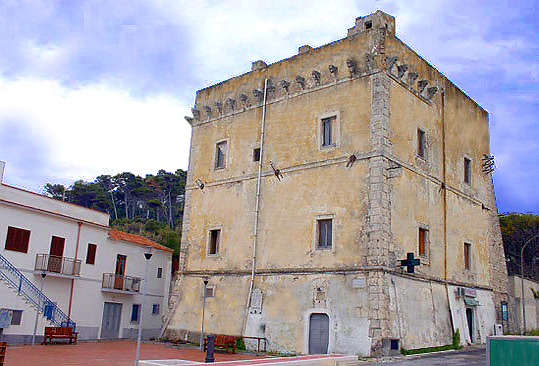
La Torre dei Preposti

Torre dei Preposti
Degna di nota è la trecentesca Torre dei Preposti (anche detta "dei Doganieri"), una fortificazione affacciata sul mare con funzioni di difesa e di dogana. Costruita probabilmente in epoca normanna e successivamente rinforzata nel 1569 durante il rafforzamento di difesa delle coste dell'Adriatico meridionale ad opera del viceré spagnolo Pedro Álvarez de Toledo y Zúñiga. Faceva infatti parte del sistema di vedetta e comunicazione a vista inizialmente predisposto dagli angioini e poi definitivamente sancito e finanziato dalle leggi aragonesi nel Regno di Napoli nel XVI secolo per contrastare le continue incursioni saracene. La torre spezza la linearità del lungomare rappresentando l'elemento di collegamento tra il nucleo storico di San Menaio e l'elegante zona residenziale di più recente costituzione detta Murge Nere per via della presenza di due grandi monoliti di roccia scura affioranti dal bagnasciuga.

### Aree naturali
Pineta Marzini
La Pineta Marzini è un bosco di pini d'Aleppo tra le più vaste ed importanti d'Italia che si colloca tra le coste di San Menaio e le alture pedemontane di Vico del Gargano. La pineta, caratterizzata da alberi pluricentenari ed attrezzata con aree pic-nic, risulta iscritta, per le notevoli caratteristiche morfologiche e genetiche, al Libro Nazionale dei boschi da seme già dal 1960. Attualmente fa parte del Parco nazionale del Gargano come sito d'importanza comunitaria all'interno della Rete Natura 2000.
Oasi agrumaria di Rodi Garganico
(Riccardo Bacchelli da Le arance dell'unità italiana)
La secolare produzione agrumaria della zona è testimoniata dai Giardini di Agrumi che circondano Rodi Garganico e che comprendono anche gran parte del territorio di San Menaio. Percorrendo le strade rurali che dal lungomare di San Menaio sino a Rodi Garganico salgono verso le colline è possibile osservare vaste colture di arance e limoni, che fino al secolo scorso venivano esportati in tutto il mondo. A maggio, periodo di fioritura, è possibile percepire l'intenso profumo delle zagare (i fiori degli aranci) da tutto il litorale. Vi si coltivano diverse varietà autoctone e protette, come il Melangolo dolce, l'Arancia Bionda e la Duretta del Gargano o il Limone Femminiello del Gargano.

## Cultura

### Cinema
Nel 1927, la “Garganica Film”, società di produzione cinematografica di Lucera completò le riprese del secondo film muto realizzato in Puglia, molto importante per la storia del cinema in questa regione perché soltanto tre pellicole mute vi risultano girate.

La pellicola, dal titolo L'intrusa, una straniera a San Menaio è interamente girata in provincia di Foggia ed in particolare sull'incantevole sfondo delle spiagge e delle pinete di San Menaio.
La protagonista è l'attrice Pina Serena mentre la regia è di Louis Martini.
Nel 1959 San Menaio fece da sfondo ad un altro film: La Legge, una produzione franco-italiana per la regia di Jules Dassin, con Marcello Mastroianni e Gina Lollobrigida. Il film fu girato a San Menaio e nei vicini borghi di Carpino e Rodi Garganico.

### Cucina
La Paposcia [paˈpoʃa] in dialetto garganico papòosc', IPA: [paˈpɔoːʃ]) è una focaccia ripiena preparata cuocendo in forno a legna un impasto simile a quello del pane, e aggiungendo un ripieno a scelta fatto di salse, verdure, affettati o creme dolci a scelta. Anche detta Pizza Schett o Pizza a Vamp si narra che venisse già preparata nel XV secolo e consumata in attesa che le pagnotte di pane diventassero raffermo.
Il principale elemento di sostentamento dei contadini di San Menaio e di Vico del Gargano è sempre stato il pane: pagnotte di grandi dimensioni e peso fornivano nutrimento ad un'intera famiglia per una settimana o addirittura per 15 giorni. Era in questi periodi che veniva preparata la paposcia.
Questa specialità, infatti, nasce dall'esigenza di verificare che la temperatura del forno fosse adatta alla cottura del pane. Tolto l'impasto usato per le pagnotte di pane, la pasta che rimaneva attaccata alla madia (la cosiddetta fazzatura)  veniva raccolta, impastata ed allungata fino a circa 30 centimetri, quindi veniva infarinata e posta nel forno per pochi minuti prima delle pagnotte di pane: la tenuta della paposcia alla buona cottura preannunciava la buona riuscita del pane. La Paposcia non veniva mai buttata, anzi una volta tagliata a metà era condita con un filo d'olio e formaggio fresco locale.
La forma allungata e schiacciata, somigliante a quella di una pantofola ne fa provenire il nome: babbuccia, babouche (in francese)  papóosc'  in dialetto.
La tradizione culinaria sanmenaiese è fortemente influenzata dai prodotti tipici del suo territorio: olive, agrumi e prodotti ittici ricorrono in ogni pietanza.

La specialità locale più nota è la paposcia, una pagnotta cotta nel forno a legna e ripiena con condimenti di vario tipo.

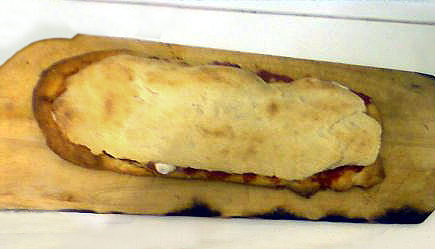
Una tipica paposcia ripiena

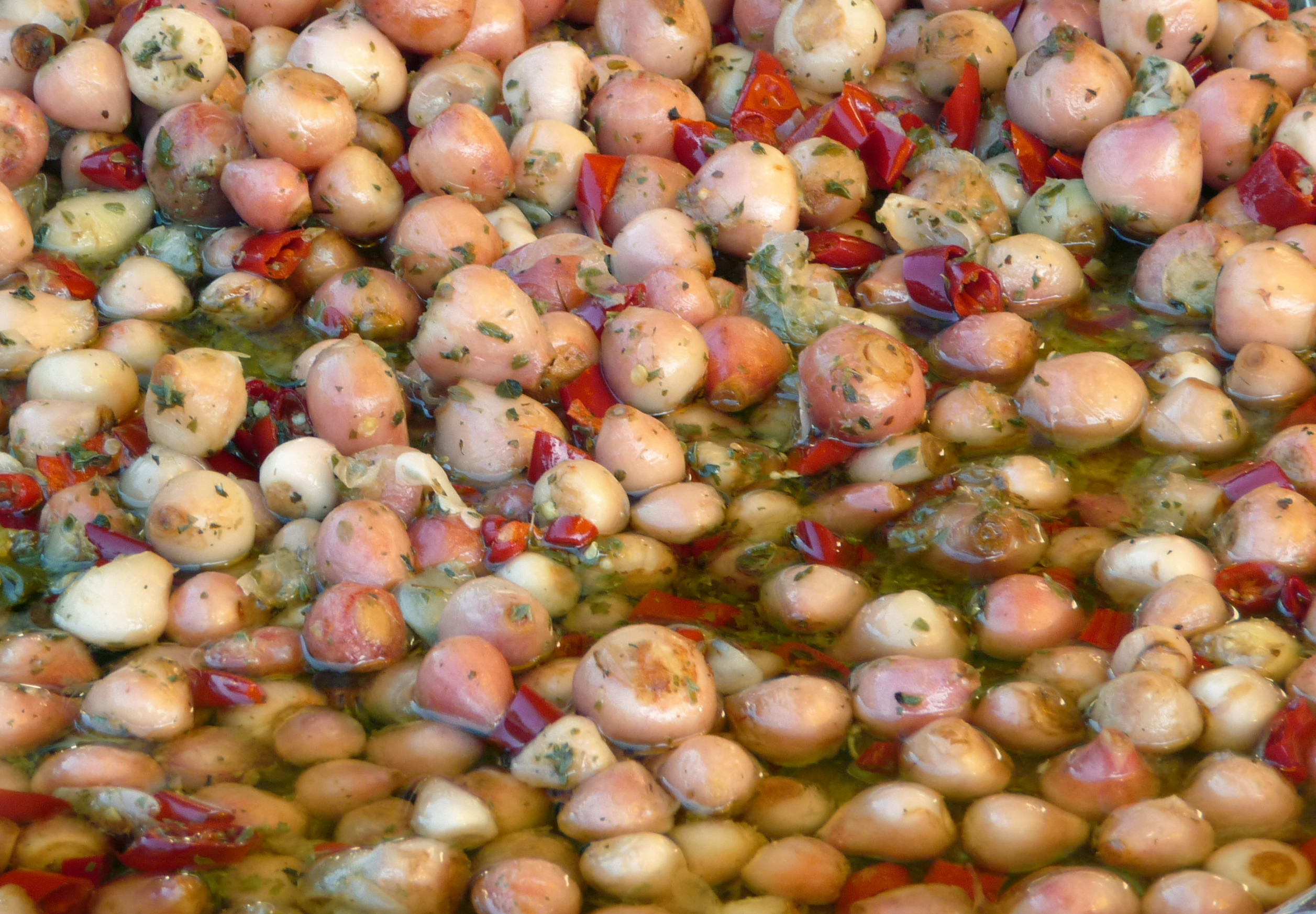
I lampascioni

Tra gli antipasti ed i 'contorni tipici della cucina sanmenaiese vi sono le olive in salamoia ("olive ann'acqua"), l'insalata d'arance, la bruschetta. Quest'ultima, chiamata "u caudedd" in dialetto, è sempre presente in ogni pasto: si prepara tagliando la pagnotta orizzontalmente in modo da ottenere una grande fetta di pane circolare che, una volta abbrustolita, viene condita con un filo d'olio d'oliva, un pizzico di sale ed a scelta con aglio crudo a pezzettini o strofinato superficialmente. Secondo la più antica tradizione veniva leggermente bagnato e condito con olio, un pizzico di sale, pomodoro ed origano accompagnato con olive nere scottate.
Gli antipasti di mare, invece, annoverano l'insalata di acciughe o agostinelle (alici) crude con olio e limone, l'insalata di arance e i cocc'l'ner oppure cann'licch pu k'mun,  insalata di cozze o cannolicchi conditi con limone e prezzemolo.
Tra i primi piatti invece, oltre la zuppa di pesce ricordiamo i tub'ttin pi cuchiggh' , ditali con le telline conditi con soffritto di aglio e olio, i secc chien e n'trucc'l , troccoli con seppie ripiene di pane e formaggio,  'mbricciatill e c'kel , bucatini con le canocchie, nonché le minestre con l'olioforte e le orecchiette con le noci o con i lampascioni.
Tra i secondi piatti di pesce ci sono i  grugnalett mar'net, bianchetti marinati, ovvero conditi con olio, aceto e prezzemolo, oppure i cocc'l'ner (o alici) arracanet, cioè cozze o alici gratinate; mentre tra i secondi piatti di terra, il capretto al "ruoto" (u rot) con patate e lampascioni nonché i funghi raganati ("i fugn arraca'net").
Tra le specialità dolci caratteristiche vanno annoverati i pancotti, i sospiri, i tipici taralli, dolci o salati, e i crustoli al miele o al mosto cotto, i fichi infornati ("i fich n'furnat").

## Geografia antropica

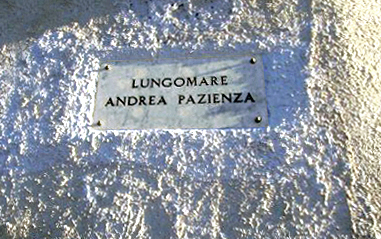
La targa sul Lungomare intitolato all'artista Andrea Pazienza nel 2008

### Urbanistica
Il piccolo borgo di San Menaio si colloca tra la cittadina Rodi Garganico e l'abitato di Peschici e si sviluppò originariamente alla foce di un fosso, in prossimità della Torre dei Preposti, dove vi era un approdo sabbioso per i "trabaccoli", le imbarcazioni adibite sin dal XVI secolo al trasporto degli agrumi. Si sviluppò in epoche più recenti lungo il percorso della litoranea SS 89, per poi ampliarsi ulteriormente verso l'interno durante la seconda meta del XX secolo.
Attorno alla Torre medioevale vi sono alcune ville risalenti alla prima metà dell'ottocento. La parte centrale dell'abitato che si snoda a ridosso del lungomare risale agli inizi del novecento, come l'antico Albergo Bellariva, particolare esempio di architettura neogotica.
Il centro abitato, oltre che dalla litoranea, è attraversato dalla ferrotramvia locale San Severo-Peschici a binario unico.

### Suddivisioni storiche
San Menaio è composta da diverse contrade, sorte e sviluppatesi in epoche diverse:
- Bellariva: la zona corrispondente al lungomare, dalla stazione ferroviaria all'Albergo Bellariva
- Calenella: corrispondente all'omonima piana al confine orientale dell'abitato, separata da esso dalla Pineta Marzini e da un rilievo carsico.
- Capotondo: comprende la zona più elevata, sorta a monte di Murge Nere attorno alla strada che da Scorpiccio conduce a Vico del Gargano
- Martucci
- Murge Nere: elegante quartiere residenziale all'estremità ovest del paese, fatto di ville sparse nel verde e disposte in posizione panoramica sulle pendici della collina al confine comunale con Rodi Garganico; deve il suo nome ad un gruppo di monoliti di roccia scura affioranti sul bagnasciuga.
- Scorpiccio
- Valazzo: altra zona residenziale sorta all'estremo orientale del paese -ad est di Bellariva- e che si sviluppa attraverso una rete di piccole vie che si arrampicano dalla litoranea verso l'interno. Come tipologie edilizie prevalgono palazzine a due piani o villini con giardino realizzati tra gli anni sessanta e gli anni settanta.

## Economia
L'economia della piccola cittadina si basa prevalentemente sull'agricoltura e sul turismo. I due settori trovano reciproca commistione nell'offerta agrituristica in espansione, nonché nella tradizione enogastronomica del territorio.

### Agricoltura
L'agricoltura, la cui produzione è per lo più incentrata su agrumi e olive.

#### Agrumi
Le particolari condizioni microclimatiche fanno sì che sul promontorio gli agrumi maturino qualche mese più tardi rispetto alle altre regioni mediterranee. Ciò permette al frutto di arrivare sul mercati come prodotto fresco anche quando si è esaurita la grossa offerta. le coltivazioni intensive di agrumi che fin dal XVIII secolo erano oggetto di esportazione via mare in parti del mondo anche lontane.
Le varietà presenti (garganiche) sono: Limone Femminiello del Gargano (DOP), Arancia bionda e duretta del Gargano (DOP) e Arancia Amara.

#### Olive
Nonostante la crisi del settore agricolo, gli oliveti rappresentano una delle poche colture che riescono a non subire alcuna contrazione produttiva.
La zona di coltivazione ha inoltre un valore storico, essendo costituita in prevalenza di esemplari d'ulivo ultrasecolari. La varietà autoctona è la Ogliarola Garganica che costituisce l'80-90% di tutti gli oliveti garganici.
Quasi tutte le aziende agricole sono a conduzione diretta.

### Commercio
Alla fine del XIX secolo l'esportazione di agrumi, unita a quella del legname proveniente dalle pinete costiere e dai boschi nell'interno fece registrare uno sviluppo dell'indotto di tali attività e segnò un periodo di benessere diffuso.
(Antonio Beltramelli, Il Gargano, 1907, p.117)

### Turismo
Il turismo rappresenta un settore fondamentale nell'economia nonostante l'affluenza di visitatori abbia caratteristiche tipicamente stagionali. L'offerta turistica è collegata ad attrazioni di tipo balneare, naturalistico e diportistico. La tipologia ricettiva è costituita da hotel, villaggi o resort, ma anche da appartamenti e residence.
L'apertura nel 2009 del vicino Marina "Maria SS. della Libera", ha aumentato il flusso turistico legato al diportismo.

## Infrastrutture e trasporti

### Strade
San Menaio è servita da alcune strade statali:
- Strada statale 89 Garganica;
- Strada statale 528 della Foresta Umbra, ora SP 144;
- Strada statale 693 dei Laghi di Lesina e Varano, già SSV del Gargano.

### Ferrovie
La stazione di Vico-San Menaio è situata nei pressi della litoranea, nella parte più bassa dell'abitato. È posta sulla Ferrovia San Severo-Peschici, a binario unico e scartamento ordinario, gestita dalle Ferrovie del Gargano.
Le contrade di Murge Nere e Bellariva sono servite, rispettivamente, dalla stazione di Murge Nere e dalla stazione di Bellariva, che insistono sulla stessa linea ferroviaria.

### Porti
A 4 km dall'abitato di San Menaio si trova il Porto turistico di Rodi Garganico, completato nel 2008 e direttamente collegato a San Menaio attraverso il lungomare. È l'unico yachting point dell'Adriatico e il porto italiano più vicino alle coste della Dalmazia.
Il porto è in grado di accogliere 316 imbarcazioni con lunghezza (fuori tutto) compresa tra gli 8 e i 45 metri, mentre la profondità del fondale varia da un minimo di 3,50 metri ad un massimo di 7 metri. Il porto è collegato, attraverso trasferimenti marittimi giornalieri, con le Isole Tremiti, Peschici e Vieste.
La firma di un protocollo d'intesa con il consolato croato, ha definito i collegamenti con le destinazioni di Lagosta e Pelagosa, nonché (settimanalmente ed esclusivamente durante la stagione estiva) con Ragusa.

### Pubblicazioni
- (EN) Leopoldo Franco, Montagna, Meme', Van Innis, Morphological aspects related to the Marina of Rodi Garganico, in Proc. PIANC conference Mediterranean Days of Coastal Engineering, Palermo, ottobre 2008, ISSN non esistente.
- Università di Pisa, Istituto di archeologia e storia antica, Studi classici e orientali - Rivista, vol. 17-18, 2008, ISSN 1724-1820 (WC · ACNP).

### Articoli
- Domenico Tota, La torre di San Menaio, Gazzetta di San Severo, 12 ottobre 2002
- Teresa Maria Rauzino, articolo pubblicato sul "Corriere del Mezzogiorno - Corriere della sera" del 30 ottobre 2002